# Ganonema umbrosus
Ganonema umbrosus är en nattsländeart som först beskrevs av Banks 1916.  Ganonema umbrosus ingår i släktet Ganonema och familjen Calamoceratidae. Inga underarter finns listade i Catalogue of Life.